# Павловиці-Мале
Павловиці-Мале (пол. Pawłowice Małe) — село в Польщі, у гміні Кротошиці Леґницького повіту Нижньосілезького воєводства.
Населення — 13 осіб (2011).
У 1975-1998 роках село належало до Легницького воєводства.

## Демографія
Демографічна структура станом на 31 березня 2011 року:
|          | Загалом | Допрацездатний вік | Працездатний вік | Постпрацездатний вік |
| -------- | ------- | ------------------ | ---------------- | -------------------- |
| Чоловіки | 8       | 4                  | 4                | 0                    |
| Жінки    | 5       | 2                  | 3                | 0                    |
| Разом    | 13      | 6                  | 7                | 0                    |